# Eodelena convexa
Eodelena convexa är en spindelart som beskrevs av Hirst 1991. Eodelena convexa ingår i släktet Eodelena och familjen jättekrabbspindlar.
Artens utbredningsområde är Western Australia. Inga underarter finns listade i Catalogue of Life.